# Goschawank

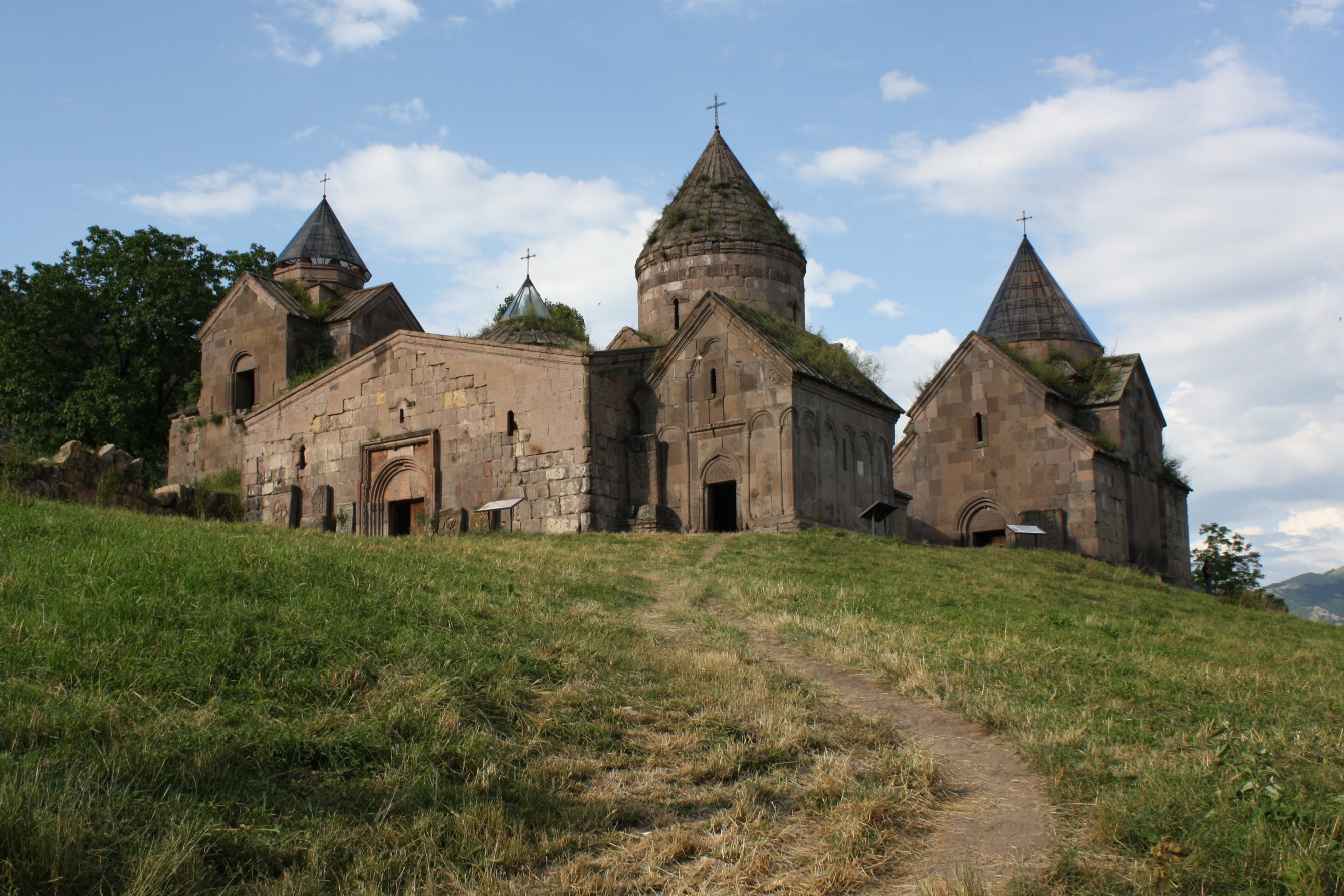
Goschawank

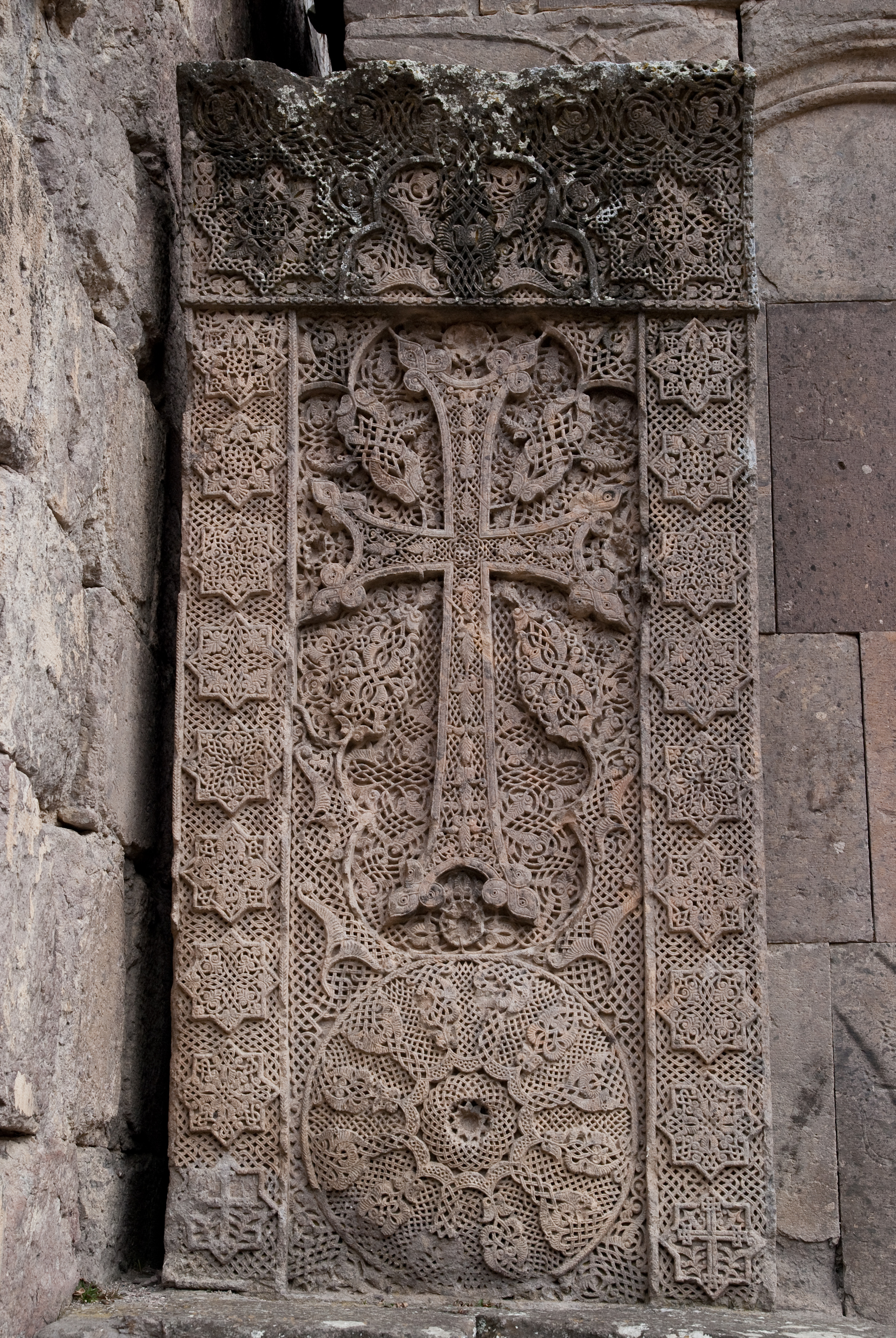
Chatschkar

Goschawank (armenisch Գոշավանք) ist ein ehemaliges Kloster der Armenisch-Apostolischen Kirche aus dem 12. bis 13. Jahrhundert und liegt im Dorf Gosch in der nordostarmenischen Provinz Tawusch. Ein weiteres mittelalterliches Kloster, Haghartsin, befindet sich im wenige Kilometer entfernten Dorf Goscha.
Das gut erhaltene Gebäudeensemble von Goschawank ist ein beliebtes Touristenziel.
Bekannt ist Goschawank für die besonders fein gearbeiteten Chatschkare. Goschawank wurde an Stelle des Klosters Nor Ghetik errichtet, das 1188 bei einem Erdbeben zerstört worden war. Am Wiederaufbau beteiligt war der bekannte Gelehrte und Geistliche Mkhitar Gosh. Alle Gebäude des Komplexes sind aneinander gebaut, bis auf die Hripsime-Kapelle, die in Sichtweite auf dem gegenüberliegenden Hügelhang liegt.
Das Hauptgebäude ist die 1197 geweihte Muttergotteskirche (Surb Astvatsatsin) mit einem zur selben Zeit fertiggestellten Gawit an ihrer Westseite. 1237 wurde im Süden eine Kapelle für Gregor den Erleuchter angefügt. Im Südosten blieb die frei stehende Kirche Sankt Gregor (Surb Grigor) erhalten, eine verkleinerte Nachbildung der Hauptkirche.